# Ghost in the Shell 2: Innocence
Ghost In the Shell 2: Innocence (イノセンス, Inosensu: Kôkaku Kidôtai) is een Japanse manga-animatiefilm. De film verscheen in 2004 als vervolg op Ghost in the Shell uit 1995. De regisseur is net als in het eerste deel Mamoru Oshii.
In dit vervolg moet de cyborg Batô met zijn nieuwe collega Togusa een aantal mysterieuze moorden oplossen. Bepaalde poppen, gemaakt voor seksueel plezier, vermoorden hun 'gebruiker' en plegen daarna zelfmoord. Tijdens het onderzoek stelt Batô -net zoals majoor Kusanagi in deel 1- het leven, het mens-zijn en andere contemplatieve zaken in vraag.
Regisseur Mamuro Oshii koos dit keer voor een symbiose van 2D en 3D. De muziek is van Kenji Kawai.